# Susanne von Klettenberg

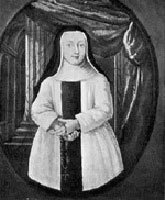
Susanne von Klettenberg

Susanna Katharina von Klettenberg (po ojcu Susanna Seiffart von Klettenberg, nazywana również Susanne, ur. 19 grudnia 1723 Frankfurt nad Menem; zm. 13 grudnia 1774 tamże) – niemiecka diakonisa (niem. Stiftsdame) kościoła luterańskiego oraz autorka utworów religijnych.

## Życiorys
Ojcem Susanny był lekarz i radny oraz ławnik (niem. Schöffe) Remigius Seiffart von Klettenberg (1693–1766), matka – Susanna Margareta, z domu Jordis (1687–1756). Susanna miała dwie młodsze siostry. Ojciec – przyrodnik, wzbudził u niej zainteresowanie alchemią i medycyną.
Mając przeszło dwadzieścia lat jej rozbudzona religijność zwróciła się w kierunku pietyzmu. W związku z tym zerwała w roku 1747 zaręczyny. Znaczny wpływ na nią wywarł prawnik i polityk Friedrich Karl von Moser (1723–1798), za pośrednictwem którego przyswoiła sobie pobożność według nauki Zinzendorfa. W roku 1757 została członkinią wspólnoty herrnhuckiej, jednak nadal przebywała we Frankfurcie. W kręgu osób o podobnej religijności poznała matkę Goethego. Pomimo że sama była chora, od roku 1768 pielęgnowała chorego na ciele i duszy młodego Goethego, który właśnie wrócił z Lipska. Następne dwa lata obficie zaowocowały dla obojga: Zuzanna uzyskała poczucie chrześcijańskiej wolności, jak napisała w liście do Mosera z dnia 21 stycznia 1774 r., a Goethe, zresztą od dziecka wychowywany w luterańskiej pobożności, był zachwycony wspólnotą herrnhucką. Pilnie studiowali razem pisma pansoficzno-alchemistyczne i kabalistyczne, jak Wellinga Opus Mago-Cabbalisticum, oraz Paracelsusa, Swedenborga. Sporządzano alchemiczne tynktury (porównaj dramat Goethego Faust).
Jak podaje Markus Britsch, znaczenie Zuzanny polega między innymi na tym, że jej wrażliwa dusza wywarła trwałe odbicie w twórczości Goethego, to też uwiecznił jej postać w 6. księdze powieści Lata nauki Wilhelma Meistra. Przy czym nie jest istotne, czy poeta opisał drobiazgowo realne wydarzenia, raczej jest istotne, że odzwierciedlił życie Zuzanny jako urzeczywistnienie idei pięknej duszy (niem. schöne Seele, porównaj Platona Politeia księga IV, 444).